# The 50th Anniversary Collection 1963
Albums de Bob Dylan
The Complete Album Collection Vol. One
(2013) The Bootleg Series Vol. 11
(2014)
The 50th Anniversary Collection 1963 est une compilation de Bob Dylan parue fin 2013. Ce coffret de six 33 tours rassemble des enregistrements réalisés par le chanteur cinquante ans auparavant, en 1963. Il inclut notamment l'intégralité du concert donné au Town Hall de New York le 12 avril 1963.
Comme son prédécesseur The 50th Anniversary Collection, la parution de cet album a pour objectif d'empêcher ces enregistrements d'entrer dans le domaine public en Europe, où la durée du droit d'auteur pour ce type d'œuvre a été prolongée de 50 à 70 ans après leur enregistrement, à condition qu'elles aient été publiées sous une forme ou une autre durant ces cinquante premières années. The 50th Anniversary Collection 1963 a été produit à un nombre réduit d'exemplaires par Sony Music Entertainment.

## Titres

### Face 1
Ces titres ont été enregistrés durant les séances de l'album The Times They Are a-Changin', le 12 août (1, 4), le 23 octobre (2, 3, 5) et le 24 octobre 1963 (6).
1. Eternal Circle (prise 4) – 2:57
2. Percy's Song (prise 1) – 7:12
3. That's Alright Mama / Sally Free and Easy (prise 1) – 3:12
4. Hero Blues (prise 3) – 3:46
5. East Laredo Blues (prise 1) – 3:07
6. Bob Dylan's New Orleans Rag (prise 2) – 3:23

### Face 2
Ces titres ont été enregistrés le 8 février 1963 au Gerde's Folk City.
1. Lonesome River Edge – 0:45
2. Back Door Blues – 1:40
3. Bob Dylan's Dream – 3:42
4. You Can Get Her – 1:08
5. Farewell – 2:26
6. All Over You – 3:44
7. Masters of War – 5:42
8. Instrumental Jam – 1:07
9. Keep Your Hands Off Her – 1:30
10. Honey Babe – 0:55
11. Going Back to Rome – 1:43
12. Stealin' – 1:19

### Face 3
- Le titre 1 a été enregistré le 3 mars 1963 pour l'émission télévisée Folk Songs and More Folk Songs TV Special
- Les titres 2 et 3 ont été enregistrés en mars 1963 pour l'émission télévisée The Oscar Brand Show, diffusée en mars 1963.
- Les titres 4 à 7 ont été enregistrés le 12 avril 1963 au Town Hall.

1. Ballad of Hollis Brown – 4:59
2. Girl from the North Country – 3:02
3. Only a Hobo – 2:10
4. Ramblin' Down Through the World – 2:11
5. Bob Dylan's Dream – 4:34
6. Talkin' New York – 3:23
7. Hiding Too Long – 2:25

### Face 4
Ces titres ont été enregistrés le 12 avril 1963 au Town Hall.
1. Ballad of Hollis Brown – 5:28
2. Walls of Red Wing – 5:43
3. All Over You – 4:04
4. Talkin' John Birch Paranoid Blues – 3:47
5. Boots of Spanish Leather – 4:49

### Face 5
Ces titres ont été enregistrés le 12 avril 1963 au Town Hall.
1. Hero Blues – 2:40
2. John Brown – 5:23
3. A Hard Rain's a-Gonna Fall – 7:36
4. Dusty Old Fairgrounds – 5:06
5. Who Killed Davey Moore? – 3:25

### Face 6
Ces titres ont été enregistrés le 12 avril 1963 au Town Hall.
1. Seven Curses – 5:16
2. Highway 51 – 4:00
3. Pretty Peggy-O – 3:18
4. Bob Dylan's New Orleans Rag – 3:02
5. Don't Think Twice, It's All Right – 3:37
6. With God on Our Side – 6:00

### Face 7
- Les titres 1 à 5 ont été enregistrés le 18 avril 1963 chez Eve et Mac MacKenzie.
- Les titres 6 et 7 ont été enregistrés le 25 avril 1963 au Bear Folk Club de Chicago.

1. James Alley Blues – 2:42
2. Long Time Ago – 3:09
3. Only a Hobo – 2:22
4. Blues Jam – 2:12
5. A Hard Rain's a-Gonna Fall – 7:08
6. Honey, Just Allow Me One More Chance – 1:54
7. Talkin' John Birch Paranoid Blues – 3:50

### Face 8
Ces titres ont été enregistrés le 25 avril 1963 au Bear Folk Club de Chicago.
1. Bob Dylan's Dream – 3:42
2. Ballad of Hollis Brown – 5:03
3. Talkin' World War III Blues – 5:07
4. A Hard Rain's a-Gonna Fall – 7:28
5. With God on Our Side – 4:26

### Face 9
Ces titres ont été enregistrés le 26 avril 1963 pour l'émission de radio Studs Terkel Wax Museum.
1. Farewell – 2:48
2. A Hard Rain's a-Gonna Fall – 6:57
3. Bob Dylan's Dream – 3:44
4. Boots of Spanish Leather – 4:45
5. John Brown – 4:47

### Face 10
- Les titres 1 et 2 ont été enregistrés le 26 avril 1963 pour l'émission de radio Studs Terkel Wax Museum.
- Les titres 3 et 4 proviennent de l'émission Songs of Freedom, diffusée le 30 juillet 1963.
- Les titres 5 et 6 ont été enregistrés le 28 août 1963 durant la Marche sur Washington pour le travail et la liberté.

1. Who Killed Davey Moore? – 3:14
2. Blowin' in the Wind – 2:48
3. Blowin' in the Wind – 3:00
4. Only a Pawn in Their Game – 3:35
5. When the Ship Comes In – 3:17
6. Only a Pawn in Their Game – 3:21

### Face 11
Ces titres ont été enregistrés le 26 octobre 1963 au Carnegie Hall.
1. Blowin' in the Wind – 3:32
2. Percy's Song – 8:48
3. Seven Curses – 4:11
4. Walls of Red Wing – 3:55

### Face 12
Ces titres ont été enregistrés le 26 octobre 1963 au Carnegie Hall.
1. Talkin' World War III Blues – 4:51
2. Don't Think Twice, It's All Right – 4:18
3. Only a Pawn in Their Game – 3:53
4. Masters of War – 2:53
5. The Lonesome Death of Hattie Carroll – 5:15